# Dercetina femoralis
Dercetina femoralis es una especie de insecto coleóptero de la familia Chrysomelidae.
Fue descrita científicamente en 1922 por Julius Weise.